# Knorr (Schiffstyp)

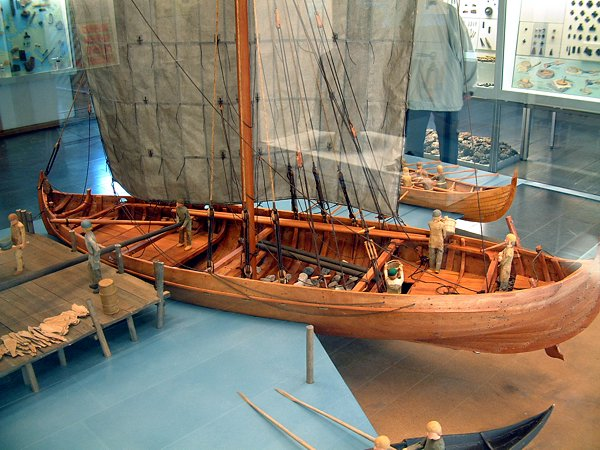
Modell einer Knorr

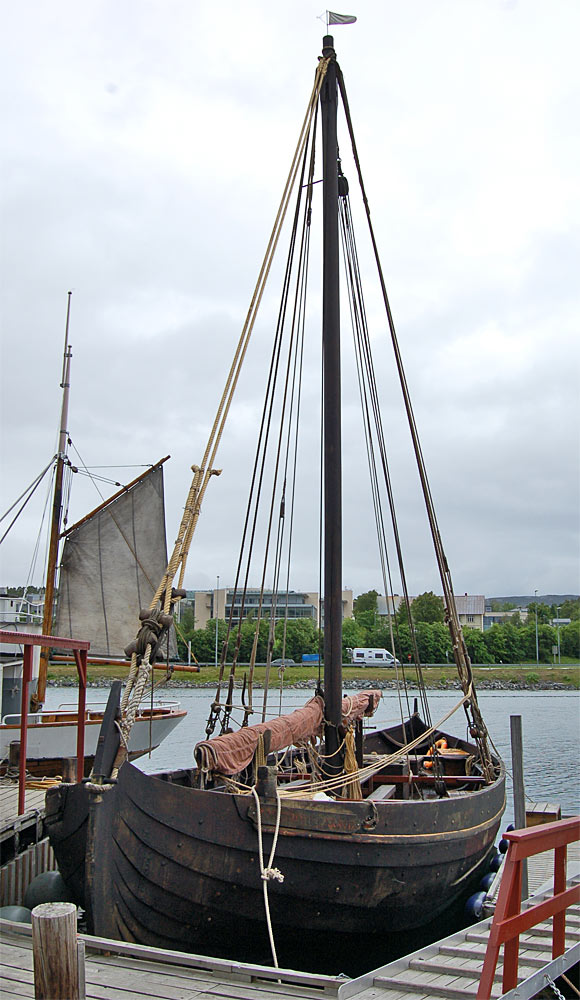
Replica des „Borgundknarren“ aus dem 10. Jahrhundert im Sunnmøre Museum in Ålesund

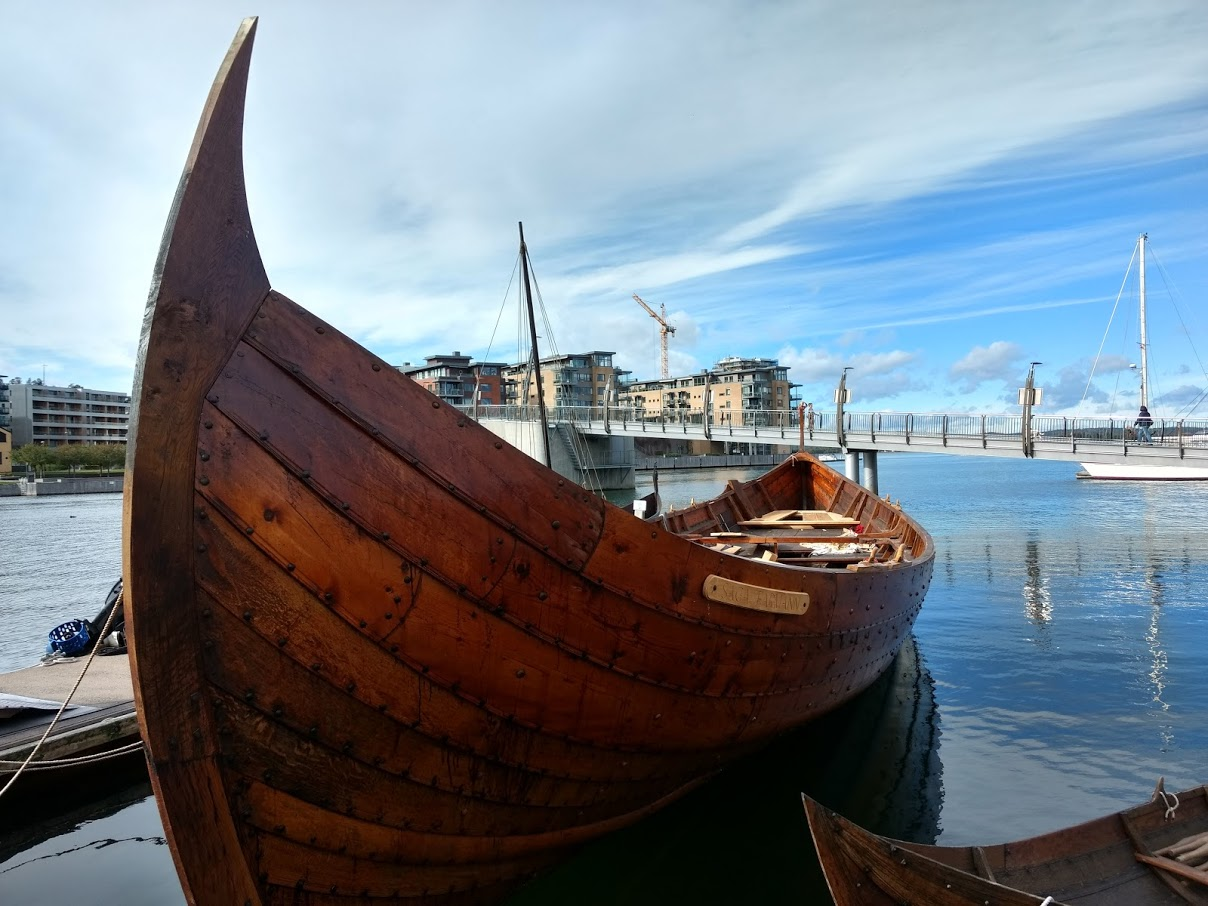
„Saga Farmann“, ein Replikat des Knorr „Klåstadskipet“, liegt am Kai im Hafen von Tønsberg. „Klåstadskipet“ ist dendrochronologisch datiert auf das Jahr 998.

Der Knorr (auch: Knörr, Knarr) war der Schiffstyp, mit dem die Wikinger zur Landnahme auf den nordatlantischen Inseln aufbrachen und er war der Lastesel, auf dem die Wikinger ihre Handelsware über die Meere beförderten, insbesondere auf der Englandfahrt.

## Geschichte
Der Name kommt offenbar von dem „knorrigen“ Ast, der als Steven verwendet wurde. Die beiden großen Nachteile dieses Typs bestanden darin, dass das Schiff langsam war und weder Besatzung noch Ladung Schutz bot. Und trotzdem wurden mit ihm im Gegensatz zu den Langschiffen die großen Transatlantikfahrten unternommen. Olav II. Haraldsson fuhr mit zwei solcher Knorr von England nach Norwegen, um dort die Herrschaft anzutreten. Auf ihnen waren 260 bewaffnete Männer.  Auch wenn der Bericht Jahrhunderte später verschriftlicht wurde, so scheint dies doch den Lesern eine plausible Angabe gewesen zu sein. Die Qualitäten dieses Typs hat ein Nachbau, die 'Saga Siglar', mit einer Weltumsegelung in den Jahren 1984–1986 eindrucksvoll unter Beweis gestellt.
Dieser besonders große Schiffstyp unter den Handelsschiffen wurde selbstverständlich als Kriegsschiff eingesetzt. Allerdings erhielt es nie die Bedeutung wie die Langschiffe. Gleichwohl war es der eigentlich für die offene See geeignetste Schiffstyp. Nach Grönland, Island, nach den Shetlands und den Hebriden oder den Färöern fuhr nur dieser Schiffstyp. Dass zu den Orkneyinseln Langschiffe fuhren, hatte regelmäßig politisch-militärische Gründe. Mit dem Knorr wurden Grönland und Vinland entdeckt. Auch innerhalb dieses Schiffstyps gab es Anpassungen an die jeweiligen Einsatzgebiete: Islandfahrt, Ostseefahrt usw. Im Vergleich zum Langschiff war auch die Besatzung klein; ein Islandfahrer hatte 15–30 Mann an Bord.
In der Abfolge der frühmittelalterlichen nordeuropäischen Schiffstypen stellt der Knorr eine relativ späte Entwicklung dar. Vorausgegangen waren ihm die völkerwanderungszeitlichen Ruderschiffe, repräsentiert durch das Nydam-Schiff, und die Langschiffe der Wikingerzeit Skandinaviens und Nordeuropas (9.–11. Jahrhundert) als typische Wikingerschiffe mit der Kombination von Rudern und Segel, repräsentiert z. B. durch das Osebergschiff. Wikingerzeitlich sind auch kleine Fährboote und größere Frachtschiffe wie eben der Knorr. Nicht zuletzt bringt man den Namen „knörr“ mit einer vollbusigen Frau (knarrar-bringa) in Verbindung.
Entsprechende Funde sind 1933 in Schweden (Wikingerschiff von Äskekärr) und in den 1960er bzw. 1980er Jahren auf dem Schiffsfriedhof von Skuldelev (bei Roskilde), in Galtbäck und im Hafen von Haithabu gemacht worden. Kürzer als das Langschiff, dafür aber breiter, höherbordig und insgesamt stämmiger gebaut, konnte ein Knorr enorme Lasten (Skuldelev I bis zu 24 Tonnen, Haithabu III mds. 40 Tonnen) tragen. Der zentrale, offene Frachtraum nahm fast die Hälfte des Schiffes ein; vorn und achtern gab es erhöhte Plattformen, so genannte Halbdecks. Er fuhr fast ausschließlich unter Segeln, zwei bis vier Riemenpaare dienten zum Manövrieren in engen Gewässern oder Hafeneinfahrten.